# Ceryx pleurosticta
Ceryx pleurosticta är en fjärilsart som beskrevs av George Francis Hampson 1898. Ceryx pleurosticta ingår i släktet Ceryx och familjen björnspinnare. Inga underarter finns listade i Catalogue of Life.